# D'Arco

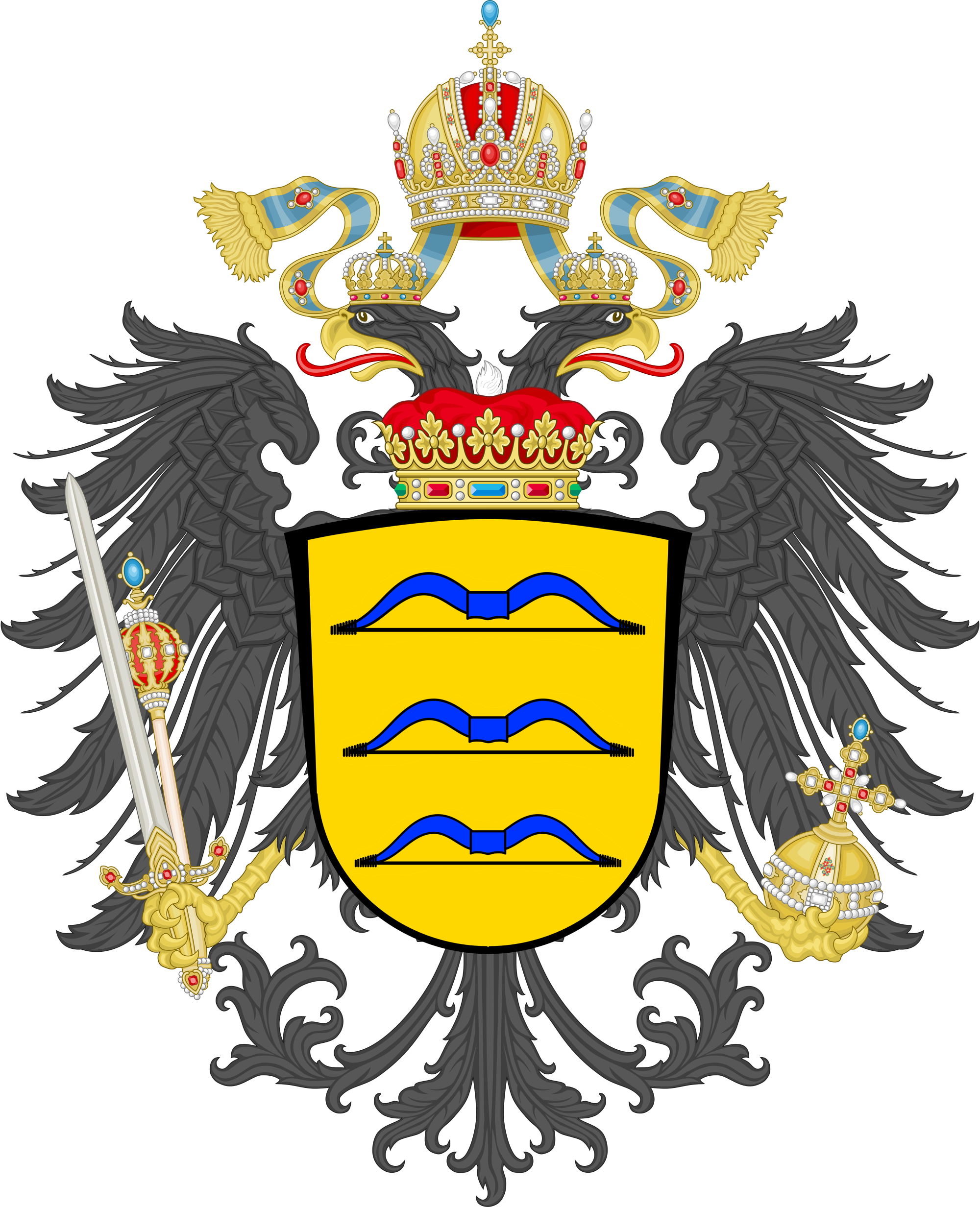
Stemma di Casa d'Arco

Il Casato d'Arco è una nobile famiglia di origine trentina del XII secolo. I Signori d'Arco trassero origine dai Conti di Bogen in Baviera, che mutarono il loro cognome tedesco in quello italiano di “d'Arco”, linea che si estinse nel 1242.

## Storia
La prima notizia della casata appare in un documento datato 1124 a firma Federico D'Arco nel quale il vescovo di Trento Altmanno concede agli abitanti di Riva di edificare un castello. Furono vassalli dei vescovi di Trento e protetti dagli imperatori germanici; nel 1209 ottennero conferma dei loro privilegi da Ottone IV di Brunswick. Nel 1220 Federico II di Svevia scese in Italia venendo incoronato da papa Onorio III e si fece accompagnare a Roma da Federico d'Arco (?-1236). Per i servizi resi nel 1221 ricevette la nomina imperiale di conte della contea di Arco e di Torbole. La famiglia si divise in due linee: una fedele al Sacro Romano Impero e l'altra legata ai vescovi di Trento.
Nel 1413 il re Sigismundo Vinciguerra, concesse alla famiglia il titolo di conti imperiali e il dominio feudale su Arco, Penede, Divo, Drene e Castellino come contea imperiale immediata a cui poi si sono aggiunti Castel Spina, Nago e Torbole in Trentino, St. Martin e Aurolzmünster in Austria.
Nel 1433 Sigismondo, divenuto imperatore, confermò per Anton von Arco tutti i possedimenti concessi. Il castello fu reso molto fortificato e munito tanto che nonostante vari assedi fu sempre considerato inespugnabile.
Nicolò d'Arco fu un famoso poeta (1492-1546) e noto umanista (Nicolaus Archius) presso i Gonzaga di Mantova e consigliere dell'imperatore Massimiliano I. Il figlio Prospero (1520-1572) fu commendatore dell'Ordine Teutonico e prestò servizio presso la corte degli imperatori Ferdinando I, Massimiliano II e Rodolfo II. Dopo varie lotte nel 1614 i d'Arco si sottoposero agli imperatori Asburgo perdendo la sovranità immediata sulle loro terre e nel 1680 l'imperatore Leopoldo I ne occupò il castello per la sua posizione strategica. Prospero (1615-1679) ed il figlio Johann Baptist (1650-1715) prestarono servizio militare presso l'imperatore e poi presso l'elettore di Baviera Maximilian Emanuel e l'alleato Luigi XIV di Francia.
Il castello fu bombardato e distrutto durante l'invasione del Trentino nel 1703 dal generale francese Vendôme e poco dopo cadde in rovina. I signori d'Arco allora si ritirarono in parte a Mantova (1740) ed altri in Baviera.
I componenti della linea di Mantova furono confermati conti dell'impero il 28 agosto 1771 e acquistarono dai conti Chieppio un palazzo, ristrutturato nel 1784 in stile classico palladiano. La linea si estinse nel 1917 e la contessa Giovanna lasciò tutta l'eredità, tra cui le rovine del castello di Arco, alla Fondazione d'Arco.
Il ramo bavarese si estese in seguito anche in Slesia ed in Austria. Nel 1700 Leopoldo von Arco sposa Maria Febronia contessa von Haunsperg che portò in dote il castello di Oberköllnbach, rimasto in proprietà della famiglia fino al 1971. Nel XIX secolo questa linea si divise nei rami di Arco auf Valley gen. Bogen con le proprietà di Adldorf, Baumgarten, Malgerstorf e Weng (Baviera) e quello di Arco Zinneberg. La linea slesiana o di Andrea ha la signoria di Gotschdorf bei Jägerndorf nella Slesia austriaca.

## Ramo di Mantova
Alcuni esponenti della famiglia si stabilirono a Mantova tra il XV ed il XVI secolo dando vita al ramo mantovano della famiglia. Udalrico d'Arco (?-1528), con diploma del 1484, fu nominato da Federico I Gonzaga cittadino di Mantova. Sposò in prime nozze la contessa Susanna Collalto (?-1495) e in seconde nozze Cecilia Gonzaga, figlia di Carlo Gonzaga.

### Esponenti illustri

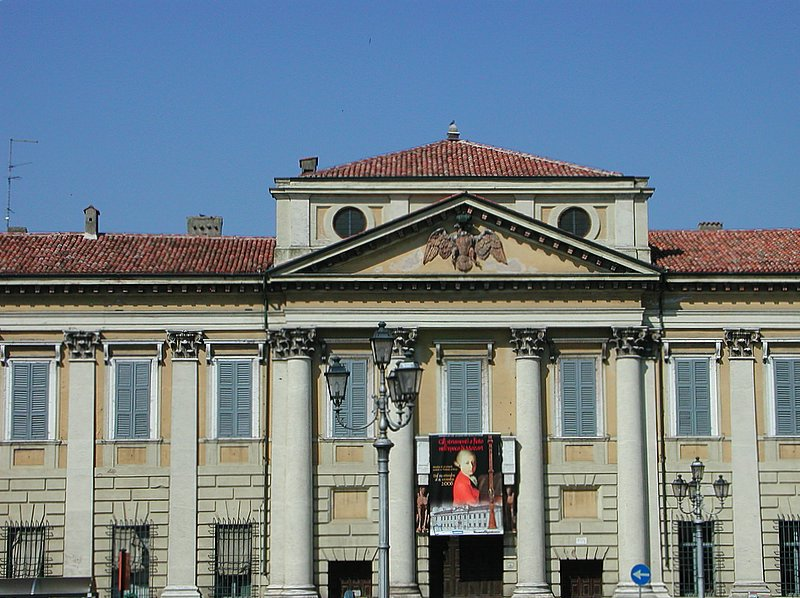
Palazzo d'Arco a Mantova

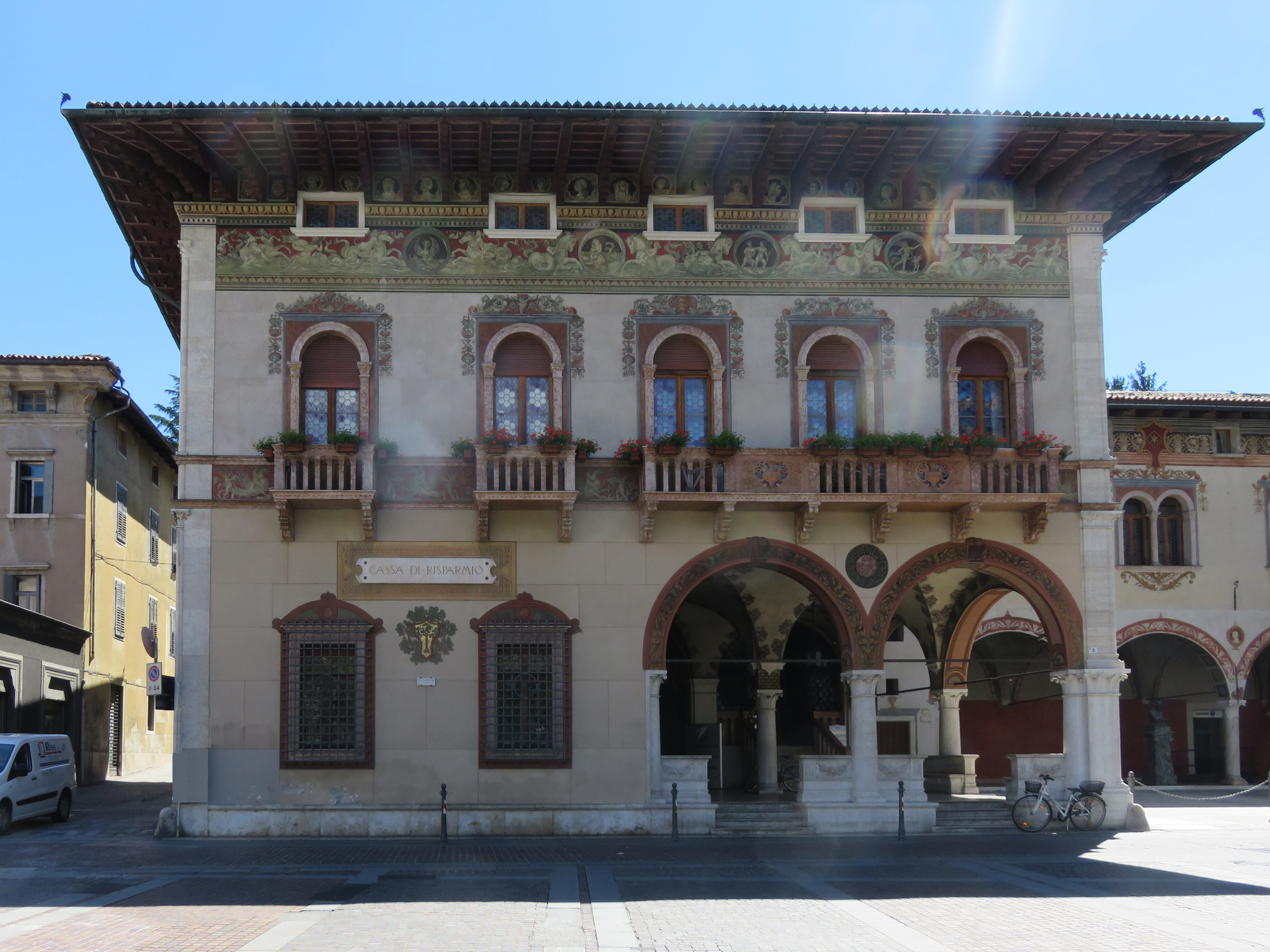
Palazzo Del Ben - Conti d'Arco in piazza Rosmini a Rovereto.

- Nicolò d'Arco (1492-1546), paggio alla corte dei Gonzaga; umanista e consigliere di Massimiliano I d'Asburgo. Sposò in prime nozze Giulia Gonzaga di Novellara e in seconde Laura Bentivoglio dalla quale ebbe otto figli
- Scipione d'Arco (XVI secolo), consigliere di Ferdinando I d'Asburgo e ambasciatore di Carlo V
- Livia d'Arco (1565-1611), soprano
- Giovanni Giacomo d'Arco (?-1624), governatore del Marchesato del Monferrato e ambasciatore a Milano del duca di Mantova Ferdinando Gonzaga
- Giambattista d'Arco (XVII secolo), ambasciatore Mantovano presso la Dieta dell'Impero, e Tenente generale dell'Esercito Ducale Mantovano
- Prospero d'Arco (1615-1679), generale e maresciallo di campo di Leopoldo I d'Asburgo. Fu governatore di Philippsburg.
- Giovanni Battista d'Arco (1650-1715), generale di artiglieria di Leopoldo I d'Asburgo. Fu maresciallo di campo e comandante generale delle armate di Massimiliano Emanuele, duca di Baviera. Nominato maresciallo di Francia dal re Luigi XIV di Francia
- Joseph Adam von Arco (1733-1802), principe-arcivescovo
- Carlo d'Arco (1799-1872), storico e collezionista
- Francesco Antonio d'Arco (1848-1917), senatore del Regno
- Giovanna d'Arco Chieppio Ardizzoni, (1880-1973), fu l'ultima esponente del ramo mantovano.

### Proprietà della famiglia
- Palazzo d'Arco a Mantova, sino al 1973
- Villa Moschini a Goito, sino alla fine dell'Ottocento
- Palazzo Del Bene a Rovereto, tra il XVI e il XVII secolo

## Rami cadetti

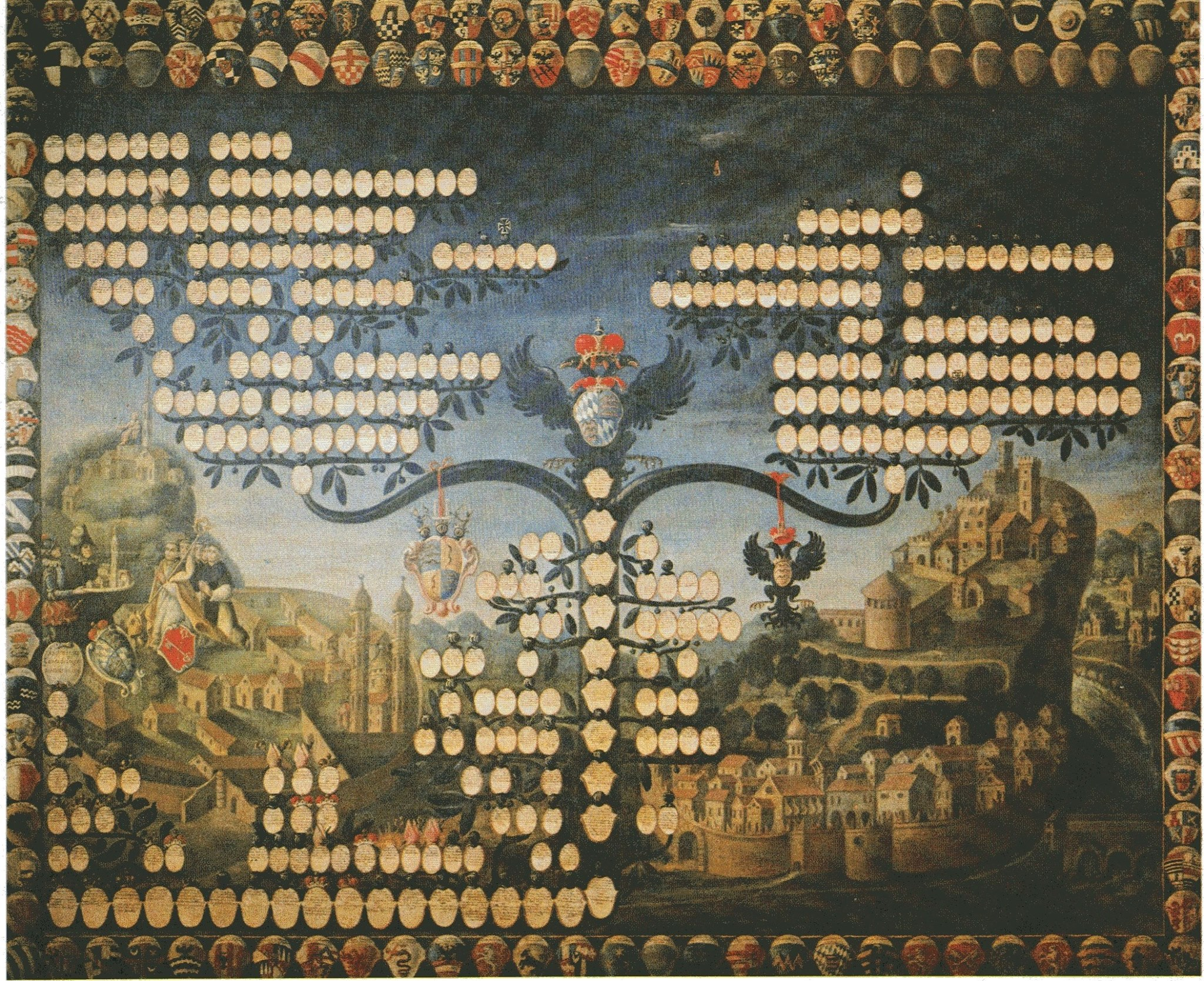
Albero genealogico D'Arco

Altre linee dei conti D’Arco si stabilrono in terre germanofone quali il Ducato di Baviera e, in seguito, anche in Slesia e in Austria. In queste terre, il titolo di “conte D’Arco” venne conosciuto nella versione tedesca di “Graf von Arco”.
Nel 1700 Leopold von Arco sposò Maria Febronia contessa di Haunsperg, ereditiera del castello di Oberköllnbach nei pressi del paese bavarese di Postau (fino al 1971 proprietà della famiglia Arco-Valley). 
Nel XIX secolo, la linea bavarese si divise in due rami nobiliari: Arco-Valley e Arco-Zinneberg.
Nel 1821 il conte Maximilian von Arco di Oberköllnbach († 1875), il primo ad adottare il nome Arco-Valley, ereditò un'immensa fortuna da suo zio Heinrich Christian conte di Tattenbach, l’ultimo della sua linea. L'eredità comprendeva le seguenti proprietà: 
- in Alta Baviera: il castello di Maxlrain (a Tuntenhausen) e il castello di Valley,
- in Bassa Baviera: il castello di Adldorf (presso Eichendorf) e il castello di Baumgarten a Dietersburg,
- in Alta Austria: il castello di Sankt Martin im Innkreis e il castello di Aurolzmünster.

Il ramo Arco-Valley si è estinto con Ferdinand Graf von Arco-Valley († 1968). Erede diventò il suo figlio adottivo Ulrich Philipp Graf von Arco-Zinneberg.
Nel 1825 la vedova di Carlo Teodoro Elettore di Baviera e Palatinato, Maria Leopoldina d'Austria-Este, sposata in seconde nozze con Ludwig Graf von Arco († 1854), acquistò il castello di Zinneberg nei pressi di Glonn. Il loro figlio minore, il conte Maximilian, adottò con autorizzazione del re di Baviera il titolo di Graf von und zu Arco-Zinneberg gen. Bogen (letteralmente: Conte di e a Arco-Zinneberg denominato Bogen). Nel 1833, in occasione del suo matrimonio con la contessa Waldburg-Zeil, ottenne in dono dai suoi genitori il Palazzo Arco-Zinneberg, situato a Monaco di Baviera in Wittelsbacherplatz. Il castello di Stepperg a Rennertshofen, appartenente a Maria Leopoldina d'Austria-Este già dal 1801, finì al suo figlio maggiore Aloys, che nel 1837 ottenne anche il castello di Anif a Salisburgo. Nel 1890 i due castelli di Aloys finirono, attraverso sua figlia, ai conti Moy.
Il ramo sleso-prussiano perse, dopo un cambio di confessione religiosa, il diritto a possedimenti nella contea originaria. 
Con il trattato di Saint-Germain e il passaggio del Trentino dall’Austria all‘Italia, nel 1919 i conti bavaresi d’Arco persero tutti i diritti alle loro sovranità originarie. A fronte di questa perdita, ricevettero tuttavia un indennizzo da parte del Regno d’Italia. Nel 1923 trasferirono la loro parte del borgo originario di Arco a Giovanna Guidi di Bagno nata Arco, appartenente al ramo di Mantova.
Ad oggi, i possedimenti a Valley, Adldorf e Baumgarten, il castello di Sankt Martin im Innkreis e il Palazzo Arco-Zinneberg a Monaco di Baviera risultano tuttora in possesso dei D'Arco bavaresi; inoltre, nel 1940 il castello di Moos passò in linea ereditaria dalla famiglia Preysing ai D'Arco. Nel 1998 Riprand Graf von und zu Arco-Zinneberg auf Moos ha acquistato il castello boemo di Vysoký Chlumec. Albert Graf von und zu Arco-Zinneberg (* 1932), adottato da suo zio materno senza figli, il principe Joseph-Ernst Fugger von Glött, da cui ottenne i titoli ed ereditò il castello di Kirchheim in Schwaben.
Alle famiglie Arco-Zinneberg e Arco-Valley si devono anche la fondazione di due birrifici: 
- il birrificio Arcobräu, fondato nel 1567 dagli Arco-Zinneberg nella comunità basso-bavarese di Moos, e
- il Gräfliche Brauerei Arco Valley (meglio conosciuto come Graf Arco), fondato nel 1630 Arco-Valley a Adldorf e al castello di Birnbach.

## Altri esponenti illustri

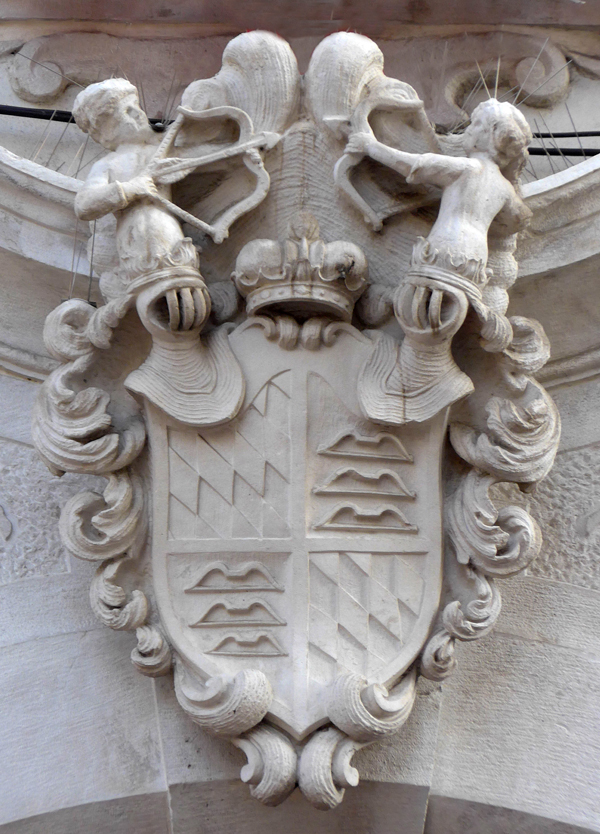
Arco, Palazzo Comunale, ultimo stemma della famiglia D'Arco.

- Antonio d'Arco (?-1399), uomo d'armi al servizio dei Visconti, marito di Angela Nogarola
- Vinciguerra d'Arco (XV secolo), uomo d'armi
- Francesco d'Arco (XV secolo), uomo d'armi al servizio del ducato di Milano. Fu comandante generale dell'esercito della Repubblica di Siena.
- Giovanni Filippo d'Arco (1652-1704), militare
- Giovanni Battista Gherardo d'Arco (1739-1791), letterato e politico

### Proprietà della famiglia
- Castello di Arco, sino al 1982
- Palazzo Marchetti ad Arco
- Palazzo dei Panni ad Arco

## Archivio
L'Archivio dei Conti d'Arco era vincolato da disposizione testamentaria del conte Francesco Antonio d'Arco, morto nel 1917. Nel 1973 detto archivio fu affidato a una Fondazione appositamente costituita.

Il fondo è diviso nelle sezioni:
- D'Arco (1168-1626)
- Chieppio (1427-1739)
- D'Arco-Chieppio (1400-1775)
- D'Arco-Chieppio-Ardizzoni (1599-1973)
- Amministrazione d'Arco (1804-1930)